# Episodi di Monterossi (seconda stagione)
La seconda stagione della serie televisiva Monterossi sono state trasmesse sulla piattaforma Amazon Prime Video dal 10 novembre 2023.
| nº | Titolo                 | Pubblicazione    |
| -- | ---------------------- | ---------------- |
| 1  | Torto marcio - Parte 1 | 10 novembre 2023 |
| 2  | Torto marcio - Parte 2 | 10 novembre 2023 |
| 3  | Torto marcio - Parte 3 | 10 novembre 2023 |
| 4  | Torto marcio - Parte 4 | 10 novembre 2023 |
| 5  | Torto marcio - Parte 5 | 10 novembre 2023 |